# Stigmatomma zwaluwenburgi
Stigmatomma zwaluwenburgi is een mierensoort uit de onderfamilie van de Amblyoponinae. De wetenschappelijke naam van de soort is voor het eerst geldig gepubliceerd in 1946 door Williams.